# Chromatomyia puccinelliae
Chromatomyia puccinelliae este o specie de muște din genul Chromatomyia, familia Agromyzidae, descrisă de Spencer în anul 1969. Conform Catalogue of Life specia Chromatomyia puccinelliae nu are subspecii cunoscute.